# Tama (groupe)
Pour les articles homonymes, voir Tama.
Tama (たま) est un groupe des musiciens japonais de J-pop actif de 1984 jusqu'à 2003. Il se distinguait de sa musicalité avant-gardiste, et était très populaire dans les années 1990 au Japon.

## Membres
- Toshiaki Chiku : guitare, mandoline, harmonica, chant
- Yōichirō Yanagihara : claviers, guitare, chant
- Kōji Ishikawa : percussion
- Kōji Takimoto : basse électrique